# Aeropuerto Internacional Juan Santamaría
El Aeropuerto Internacional Juan Santamaría (IATA: SJO, OACI: MROC) es el aeropuerto principal que presta servicios a San José, la capital de Costa Rica. El aeropuerto está ubicado a 2 km sur de la ciudad de Alajuela, y a 17 km al oeste del centro de San José. Lleva el nombre del héroe nacional de Costa Rica, Juan Santamaría, un valiente soldado que murió en 1856 defendiendo a su país de las fuerzas lideradas por el filibustero estadounidense William Walker.
En el aeropuerto Juan Santamaría operan dos aerolíneas regionales SANSA y Costa Rica Green Airways. Es el aeropuerto más grande e importante del país, el segundo más transitado de toda América Central, con más de 5 millones de pasajeros al año.
Es la puerta de entrada internacional del país durante muchos años, hoy en día también hay otro aeropuerto internacional en Liberia, Guanacaste. Ambos aeropuertos tienen vuelos directos a América del Norte, Central y Europa, con la diferencia de que el Aeropuerto Internacional Juan Santamaría también sirve a ciudades de América del Sur y el Caribe.
La pista principal del aeropuerto permite operaciones de aviones grandes de fuselaje ancho. Actualmente, algunos vuelos regulares se operan con Embraer
190, Airbus A330, A340, A350 y Boeing 737, 757, 767, 777 y 787 tanto para pasajeros como para carga. Un Concorde aterrizó en 1999 para el airshow de ese año. El aeropuerto también tiene un pequeño hangar (llamado "NASA") donde se guardan aeronaves de investigación que operan en Costa Rica, incluido el avión de gran altitud Martin B-57 Canberra. (Este hangar se ha eliminado desde que se completó la misión)
El Aeropuerto Internacional Juan Santamaría fue una vez el aeropuerto más activo de Centroamérica, pero actualmente ocupa el segundo lugar después del Aeropuerto Internacional de Tocumen en Panamá. En 2016, el Aeropuerto Internacional Juan Santamaría recibió 4.6 millones de pasajeros (tanto internacionales como nacionales). En 2011, el aeropuerto fue nombrado el tercer mejor aeropuerto de América Latina y el Caribe de los Airport Service Quality Awards por Airports Council International.

## Área de servicio actual
El aeropuerto da servicio a aerolíneas que vuelan a Centroamérica, Norteamérica, Sudamérica y Europa. El tráfico de aviación general está mayormente reservado al Aeropuerto Internacional Tobías Bolaños, a 25 km de distancia. Por su número de pasajeros anuales (4.3 millones) y la variedad de aerolíneas que lo utilizan el aeropuerto va creciendo rápidamente en comercio en América Central. Los aviones más comunes en este aeropuerto son los ATR 72, A319, A320, A321, A330, A340, A350, B737, B757, B767, B747, B777, B787, Cessna 208 y Embraer 190.
El aeropuerto ha ganado varios premios como: Tercer mejor aeropuerto en su categoría y cuarto mejor aeropuerto de América en categoría general. La organización Airports Council International (ACI), con sede en Suiza, premió al Juan Santamaría como el tercer mejor aeropuerto de América Latina y el Caribe durante 2010 y lo calificó como el que tuvo mayor progreso en la región. Precisamente el año pasado la empresa gestora del aeropuerto, Aeris, tuvo que concretar con las fases 1 y 2 del contrato de modernización, aumentó la superficie en 14 mil metros cuadrados, con un crecimiento de un 40% en los puestos de counters (chequeo de aerolíneas) y un 100% en puestos de seguridad y en los puestos de migración al igual que puesta en servicio de nuevos puentes de embarque(9) o jetways de acceso. En abril de 2011 se inauguró una nueva posición para atender aviones de cuerpo ancho, como el Airbus A340-600, Boeing 787, Boeing 747 y el Boeing 777. Próximamente estaría en planes crear puertas más largas y o grandes para albergar y recibir posibles A380 y remodelar las salas de espera,  construir pistas de rodaje y puertas para aumentar en un 18% su capacidad.
En diciembre de 2012 el aeropuerto estrenó un nuevo sistema para el control de aterrizajes con una tecnología llamada Navegación Basada en el Desempeño (Performance Based Navigation o PBN, en inglés) las aeronaves ahora pueden utilizar la pista 25 del Santamaría para aterrizar. Costa Rica se convierte en el primer país de la región en contar con esta tecnología ya que maneja el 40% del tráfico aéreo centroamericano.
En agosto de 2015 se inauguraron 2 nuevas salas en el sector este de la terminal permitiendo un crecimiento de un 20% en las operaciones del aeropuerto y además más espacio para aeronaves con envergaduras de cuerpo ancho como es el ejemplo de Iberia con un Airbus A340-600; actualmente opera con un Airbus 350-900, con una capacidad semejante al anterior, o en su defecto, con un Airbus 330-200 más pequeño.
Gracias a esas 2 nuevas salas de la terminal, British Airways hizo su viaje inaugural desde Londres, en mayo de 2016 con un Boeing 777-200 siendo el segundo vuelo directo entre el continente europeo y Costa Rica. También aerolíneas como Air France se interesaron en el tema y comenzó sus vuelos directos con un Boeing 777-300 desde París a partir de noviembre de 2016. La aerolínea Edelweiss hizo su primer viaje Zúrich-San José con un A340-300, igualmente KLM abrió la ruta Ámsterdam-San José con un Boeing 787-9 con 4 vuelos semanales y Lufthansa también abrió la ruta Frankfurt-San José con un A340-300.  Recientemente, Iberojet se sumó a las aerolíneas que conectan San José con Madrid con su servicio directo con un Airbus 350-900 dos veces por semana.
Actualmente este aeropuerto costarricense sirve como centro de conexiones de la aerolínea Volaris Costa Rica, la cual fue inaugurada el 1 de diciembre del año 2016. También es el mayor focal point regional de la aerolínea Copa Airlines ofreciendo vuelos cada dos horas hasta y desde su centro de conexiones en Panamá, ofreciendo oportunidad al pasajero del acceso de la conectividad del "Hub de las Américas" desde San José. Además la aerolínea Avianca ofrece la conectividad hacia el resto del continente través de sus centros de conexiones en Bogotá, San Salvador y Lima
A partir de marzo de 2018, el Administrador del Aeropuerto y el Gobierno de Costa Rica, inauguraron 2 nuevas salas de abordaje al oeste de la terminal (denominado bloque V) aumentando la capacidad de la terminal en cerca de un 18% adicional. De esta forma, hoy el SJO cuenta con trece puentes de abordaje, siendo cuatro de ellos capaces de atender equipos de cabina ancha.
Actualmente cuenta con una terminal doméstica inaugurada en 2018 para vuelos nacionales; principalmente operados por SANSA.

## Historia

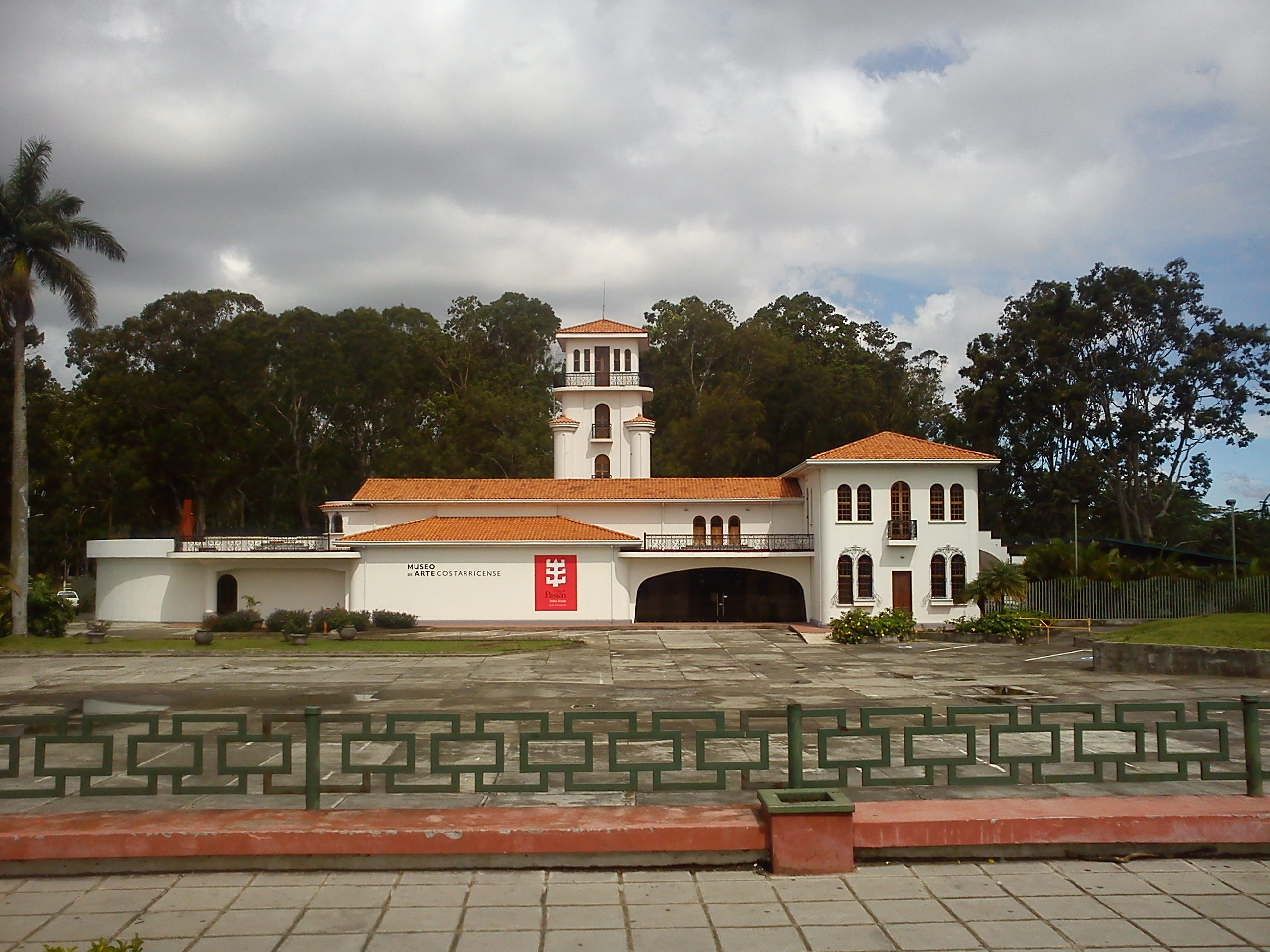
Antiguo Aeropuerto de Costa Rica, hoy Museo de Arte Costarricense. Ubicado en el Parque Metropolitano La Sabana

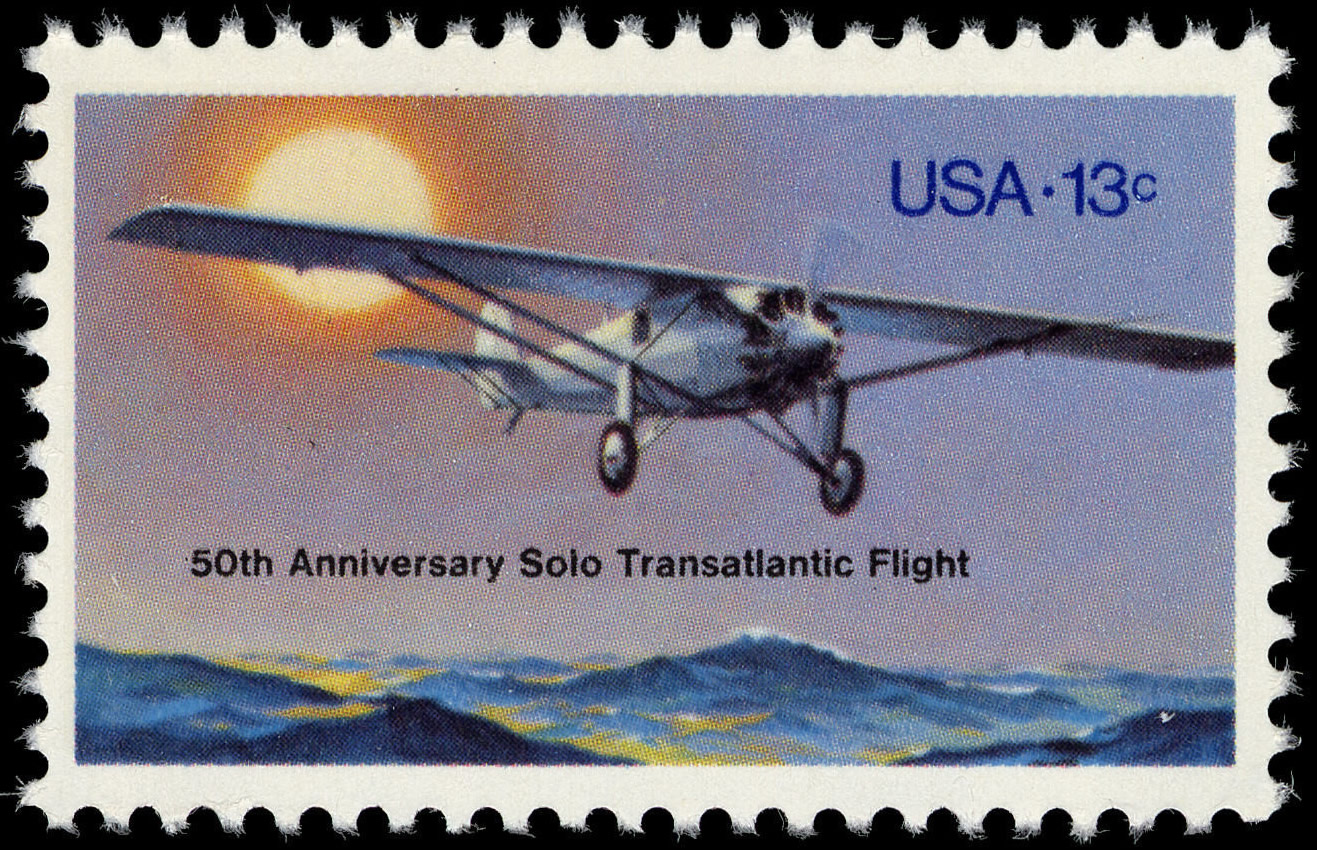
Sello conmemorativo del vuelo de Lindbergh, con la imagen del "Espíritu de San Luis"

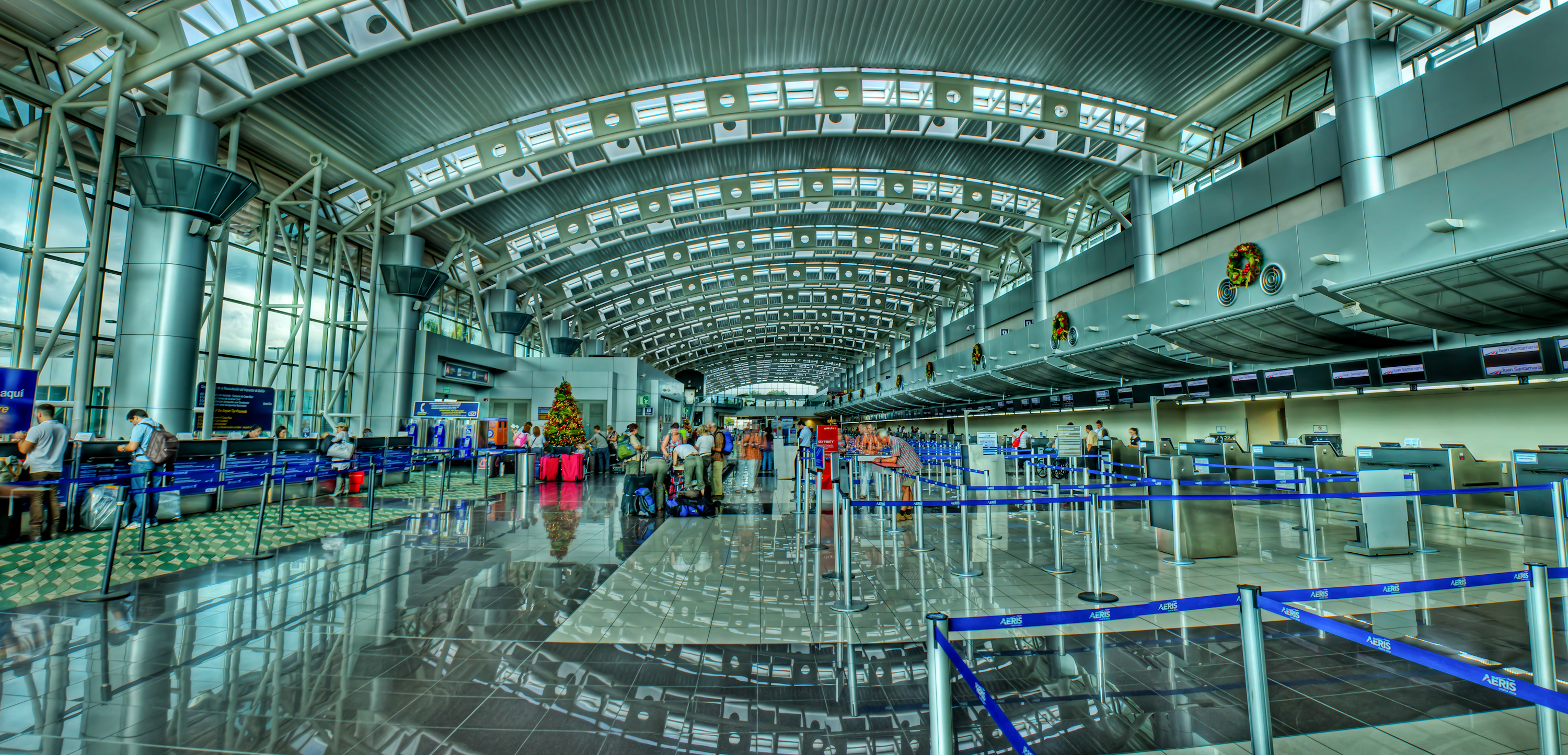
Vista interna del Aeropuerto Internacional Juan Santamaría, en la reestructuración del año 2000

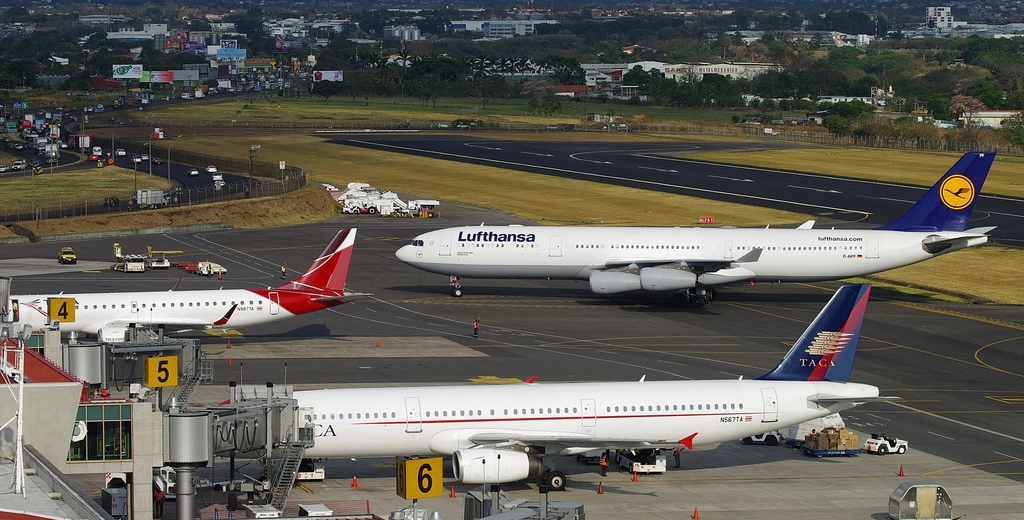
Terminal principal del aeropuerto, rodeada de la autopista General Cañas.

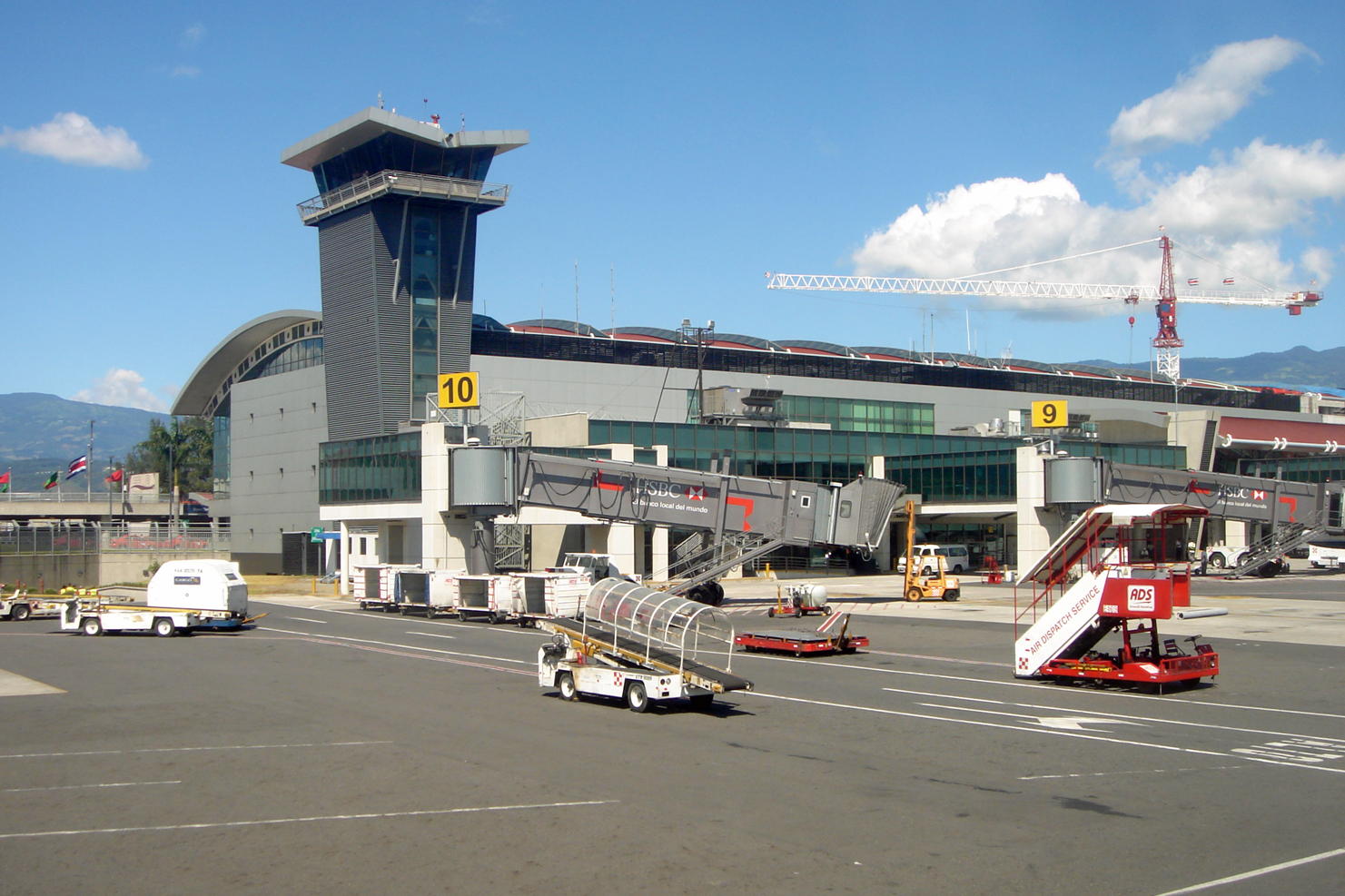
Torre de control y puertas de abordaje 9 y 10.

Entre 1937 y 1958 todo el tráfico aéreo del país llegaba a La Sabana. Sin embargo, el lugar no reunía las condiciones para recibir aeronaves grandes y mayor número de pasajeros. Luego de varios años de estudios técnicos se decidió colocar la nueva terminal del aeropuerto al sur de la ciudad de Alajuela, conocido hoy como el Aeropuerto Internacional Juan Santamaría.
En este aeropuerto, el de la Sabana, aterrizó Charles Lindbergh el 21 de mayo de 1927, con su avión Espíritu de San Luis, cuando trazaba las rutas de Panamerican en la región. El acontecimiento paralizó la capital y los alrededores se inundaron con 30,000 personas entusiastas por la llegada de Lindbergh. Para ello vinieron trenes expresos de todas partes del país, repletos de pasajeros de Limón y Puntarenas, Cartago, Heredia y Alajuela, habilitados en forma gratuita el Gobierno del entonces presidente, Ricardo Jiménez (1924-1928).
El "Águila Solitaria" asistió a un baile en el Teatro Nacional y se le dedicó el partido de fútbol que perdió La Libertad por 0-2 ante el Alianza Lima de Perú, jugado en el Estadio Nacional, ubicado también en La Sabana.
Se dice que con esto, se inició los tradicionales viajes a ver salir y arribar los aviones, actividad que aún se conserva.
En 1952 se iniciaron las obras del que se llamaría Aeropuerto Internacional del Coco, llamado así por haberse construido en las inmediaciones del barrio el Coco de Alajuela e Inaugurado en 1958. Durante los primeros años de operación, El Coco recibió naves más grandes tipo DC-6 y Convair 340 y en La Sabana siguieron aterrizando aviones pequeños. El aeropuerto de El Coco asumió las operaciones internacionales que en aquella época tenía el aeropuerto de La Sabana, ahí arranca la historia moderna de la aviación en Costa Rica. El aeropuerto fue rebautizado a Aeropuerto Internacional Juan Santamaría en 1971 en honor al héroe nacional Juan Santamaría.
Rara vez se ha presentado alguna emergencia seria en la dependencia del aeropuerto, y los accidentes aéreos de Costa Rica generalmente se reducen a avionetas.[cita requerida] En 1970 un comando terrorista liderado por el Frente Sandinista de Liberación Nacional secuestró un avión comercial que fue llevado a Cuba para una vez fuese pagado el rescate por liberar a un grupo de ejecutivos de la United Fruit Company (UFCO).[cita requerida]
Desde 2001, el Estado cedió la construcción del aeropuerto Juan Santamaría a la empresa Alterra Partners en un contrato que incluía obras de ampliación y modernización del inmueble. No obstante, en 2003 la compañía alegó problemas financieros y paralizó los trabajos en la terminal aérea. En febrero de 2006, luego de varios años de disputas legales entre el Cetac y la firma, se anunció la reactivación de las obras.
El reinicio ocurrió tras una orden de la Contraloría General de la República en la que concluyó que el déficit financiero de Alterra Partners no era una razón válida para frenar la ampliación. Finalmente, en junio de 2009 Alterra Partners decide dar un paso al lado y vende la operación del aeropuerto a Aeris Holding Costa Rica S.A., quien tendrá a cargo el sitio hasta 2026. La empresa ha sacado adelante los trabajos de ampliación y modernización de la terminal. Una de las últimas mejoras fueron dos salas de abordaje para aviones de cuerpo ancho. Este tipo de aeronaves tiene fuselajes de un diámetro de hasta seis metros, posee dos pasillos y tiene capacidad superior a los 300 pasajeros. Las mejoras tuvieron un costo de $19 millones y abarcan 3.758 m² de construcción y amplían la capacidad del aeródromo en un 20%.

## Arquitectura
El aeropuerto fue renovado entre 1998 y 2000, pues el edificio anterior no daba abasto con las exigencias cambiantes y el volumen de pasajeros que estaba llegando al país. La renovación estuvo a cargo del arquitecto costarricense Javier Rojas.
La terminal consiste en un espacio único, donde se ubican los counters de las distintas aerolíneas, las filas, teléfonos, baños, espacio para cancelar impuestos de salida y otros. Está estructurado por cerchas tridimensionales de tubo redondo de acero, de color blanco, y cerrado por un ventanal de vidrio verde-azul, que regula el paso de la luz desde el exterior.
En diciembre de 2006 fueron inauguradas dos nuevas y amplias salas de abordaje con detalles decorativos costarricenses en sus alfombras y acceso internet. Su salón VIP está considerado como el más moderno y elegante de la región centroamericana; actualmente el aeropuerto es por poca diferencia el segundo en movimiento de pasajeros, después del Aeropuerto Internacional de Tocumen de la Ciudad de Panamá.
En julio de 2007 concluyó el proceso de renovación y ampliación de la terminal aérea con la inauguración de nuevas pasarelas y 22 puestos adicionales de migración, entre otras novedades.
El aeropuerto posee una importante y variada área de comidas que abarca desde la cocina tradicional costarricense hasta cadenas de como Quiznos, Smashburger, Teriyaki, Cinnabon, Starbucks, Café Britt, entre otras.
El interior del aeropuerto se halla temperado, con tal de prolongar la vida útil de los equipos electrónicos que allí se encuentren, aunque también para brindar un mayor confort climático a los visitantes.
Desde este espacio único, se accede a las tiendas y salas de abordaje.
Ha sido extensivo el uso del concreto expuesto, el vidrio verde-azul, y el metal, lo cual le confiere al aeropuerto una imagen modernista y renovada, especialmente si se compara con el edificio anterior.
Según simulaciones iniciales de flujos realizadas por el gestor, esta obra permitirá movilizar -una vez completamente terminada – más de 12 millones de pasajeros anuales.
Las fases tres y cuatro se iniciarán al concluir el estudio de un nuevo Plan Maestro, que un grupo consultores internacionales comenzó en diciembre de 2009 bajo la supervisión de Aeris, y que deberá concluirse durante el tercer trimestre de 2010. También se agregarán 5 puentes de embarque en las nuevas salas de espera.

## Terminales y salones VIP

### Terminal principal [M]
El mayor operador del aeropuerto es Avianca, seguido por Copa Airlines.

### Terminal nacional [D]
Los vuelos de SANSA salen de la Terminal Doméstica.

### Salones VIP
- Costa Rica VIP Lounge (MasterCard/Copa Club)
- Santamaría VIP Lounge (American Express Elite)
- BAC Credomatic VIP Lounge

## Aerolíneas y destinos

### Pasajeros
| Aerolíneas               | Destinos |
| ------------------------ | --- |
| Aeroméxico               | Ciudad de México |
| Air Canada               | Montreal–Trudeau, Toronto–Pearson |
| Air France               | París–Charles de Gaulle |
| Air Transat              | Estacional: Montreal–Trudeau, Toronto–Pearson |
| Alaska Airlines          | Los Ángeles |
| American Airlines        | Charlotte, Dallas/Fort Worth, Miami Estacional: Chicago–O'Hare (inicia el 2 de noviembre de 2025) |
| Arajet                   | Santo Domingo–Las Américas |
| Avianca                  | Bogotá |
| Avianca Costa Rica       | Bogotá, Buenos Aires, Cancún, Cartagena, Ciudad de Guatemala, Ciudad de México, Ciudad de Panamá–Tocumen, Guayaquil, Medellín-JMC, Miami, Nueva York–JFK, Quito, San Juan, San Salvador, Washington–Dulles Estacional: Chicago–O'Hare, San Pedro Sula |
| Avianca El Salvador      | San Salvador |
| British Airways          | Estacional: Londres–Gatwick |
| Copa Airlines            | Ciudad de Guatemala, Ciudad de Panamá–Tocumen, Managua |
| Costa Rica Green Airways | Quepos, Tambor |
| Delta Air Lines          | Atlanta, Los Ángeles |
| Edelweiss Air            | Zúrich |
| Frontier Airlines        | Estacional: Atlanta |
| Gol Linhas Aéreas        | São Paulo–Guarulhos |
| Iberia                   | Madrid |
| Iberojet                 | Madrid |
| JetBlue Airways          | Fort Lauderdale, Nueva York–JFK, Orlando |
| KLM                      | Estacional: Ámsterdam |
| LATAM Perú               | Lima |
| Lufthansa                | Fráncfort |
| SANSA                    | Bahía Drake, Bocas del Toro, Golfito, La Fortuna/San Carlos, Liberia (CR), Managua, Limón, Nosara, Puerto Jiménez, Quepos, Tamarindo, Tambor, Tortuguero                                                                                              |
| Southwest Airlines       | Baltimore, Houston–Hobby, Nashville (inicia el 7 de marzo de 2026), Orlando Estacional: Denver |
| Spirit Airlines          | Fort Lauderdale, Orlando |
| United Airlines          | Houston–Intercontinental, Newark, San Francisco Estacional: Chicago–O'Hare, Denver, Los Ángeles, Washington–Dulles |
| Viva                     | Monterrey (inicia el 30 de octubre de 2025) |
| Volaris                  | Cancún |
| Volaris Costa Rica       | Cancún, Ciudad de Guatemala, Ciudad de México, Guadalajara, Miami, Orlando, San Salvador, Tulum (finaliza el 29 de septiembre de 2025), Washington–Dulles                                                                                             |
| Volaris El Salvador      | Miami, San Salvador |
| Wingo                    | Bogotá, Ciudad de Panamá–Balboa, Medellín-JMC |

Notas
1. ↑  Avianca Costa Rica vuela a Buenos Aires–Ezeiza vía Quito o Guayaquil. Tiene derechos de quinta libertad para transportar pasajeros únicamente entre Quito o Guayaquil y Buenos Aires–Ezeiza.
2. ↑  Avianca Costa Rica vuela a Nueva York–JFK vía Ciudad de Guatemala o San Pedro Sula. Tiene derechos de quinta libertad para transportar pasajeros únicamente entre Ciudad de Guatemala o San Pedro Sula y Nueva York-JFK.
3. ↑  Avianca Costa Rica vuela al aeropuerto JFK de Nueva York vía San Salvador. Tiene derechos de quinta libertad para transportar pasajeros únicamente entre El Salvador y el aeropuerto JFK de Nueva York.
4. ↑  Volaris Costa Rica vuela a Ciudad de México sin escalas, pero también tiene vuelos vía Ciudad de Guatemala. Tiene derechos de quinta libertad para transportar pasajeros únicamente entre Ciudad de Guatemala y Ciudad de México.

### Carga

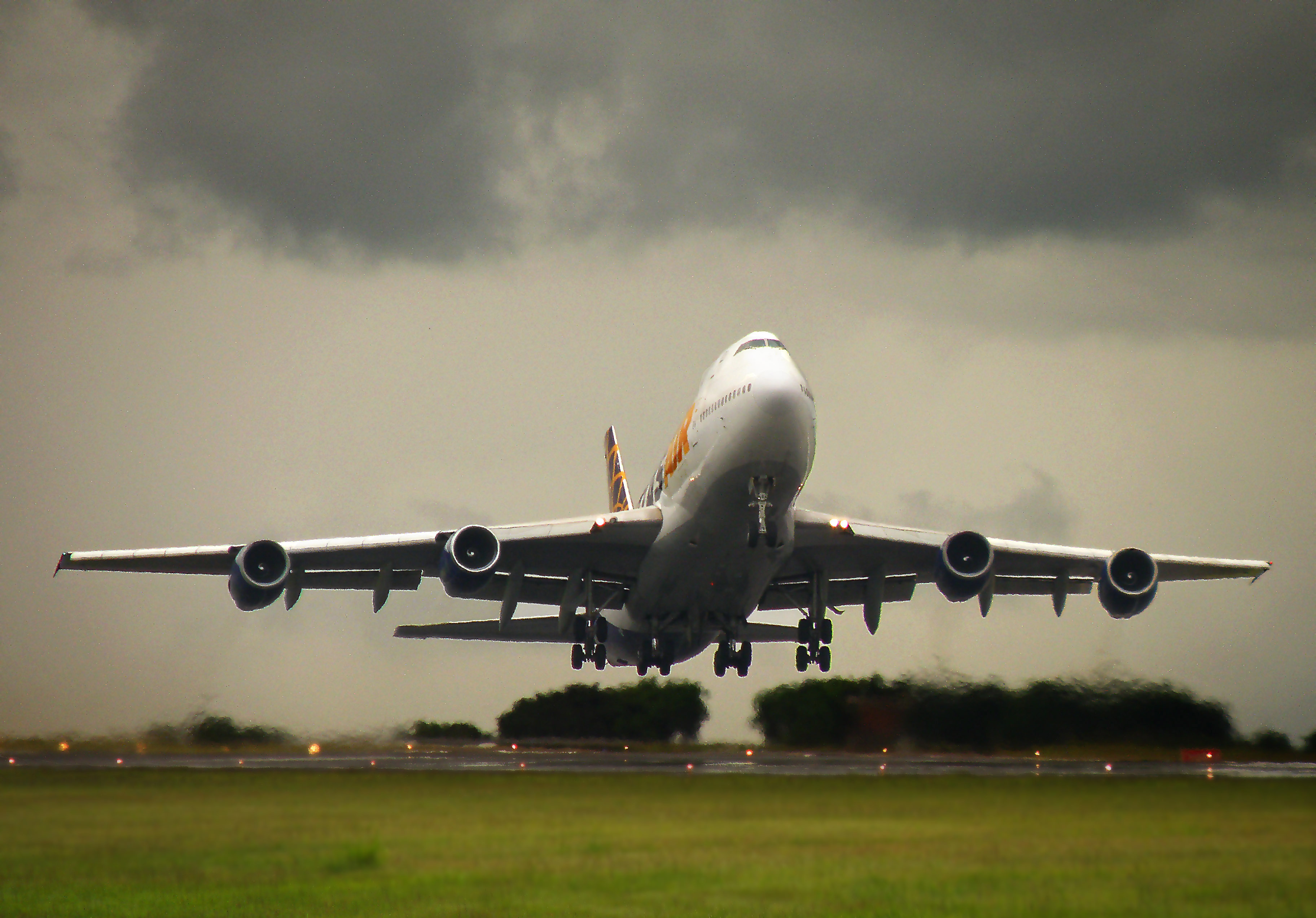
747-200F de Atlas Air.

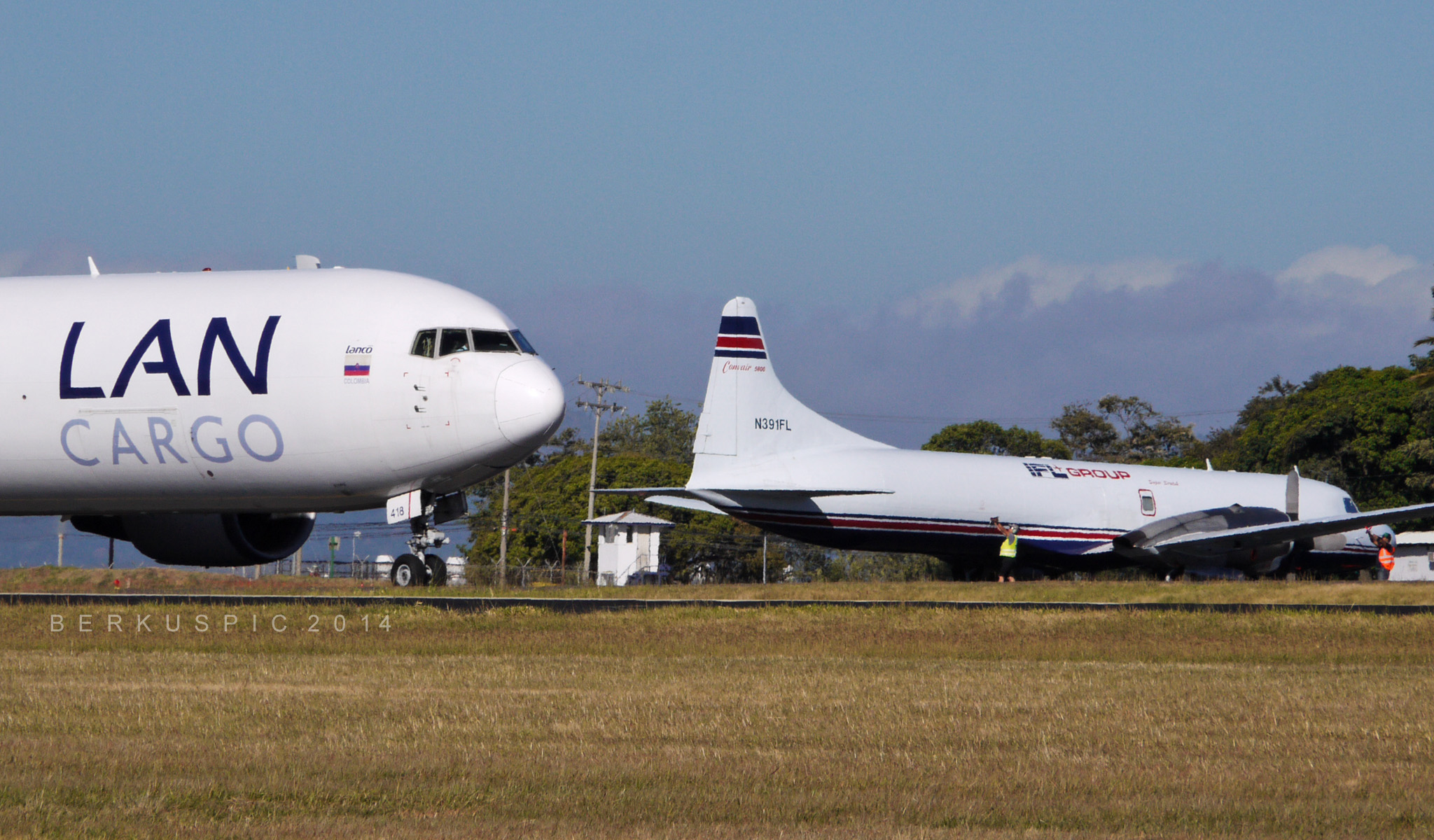
Rampa de carga del aeropuerto Juan Santamaría.

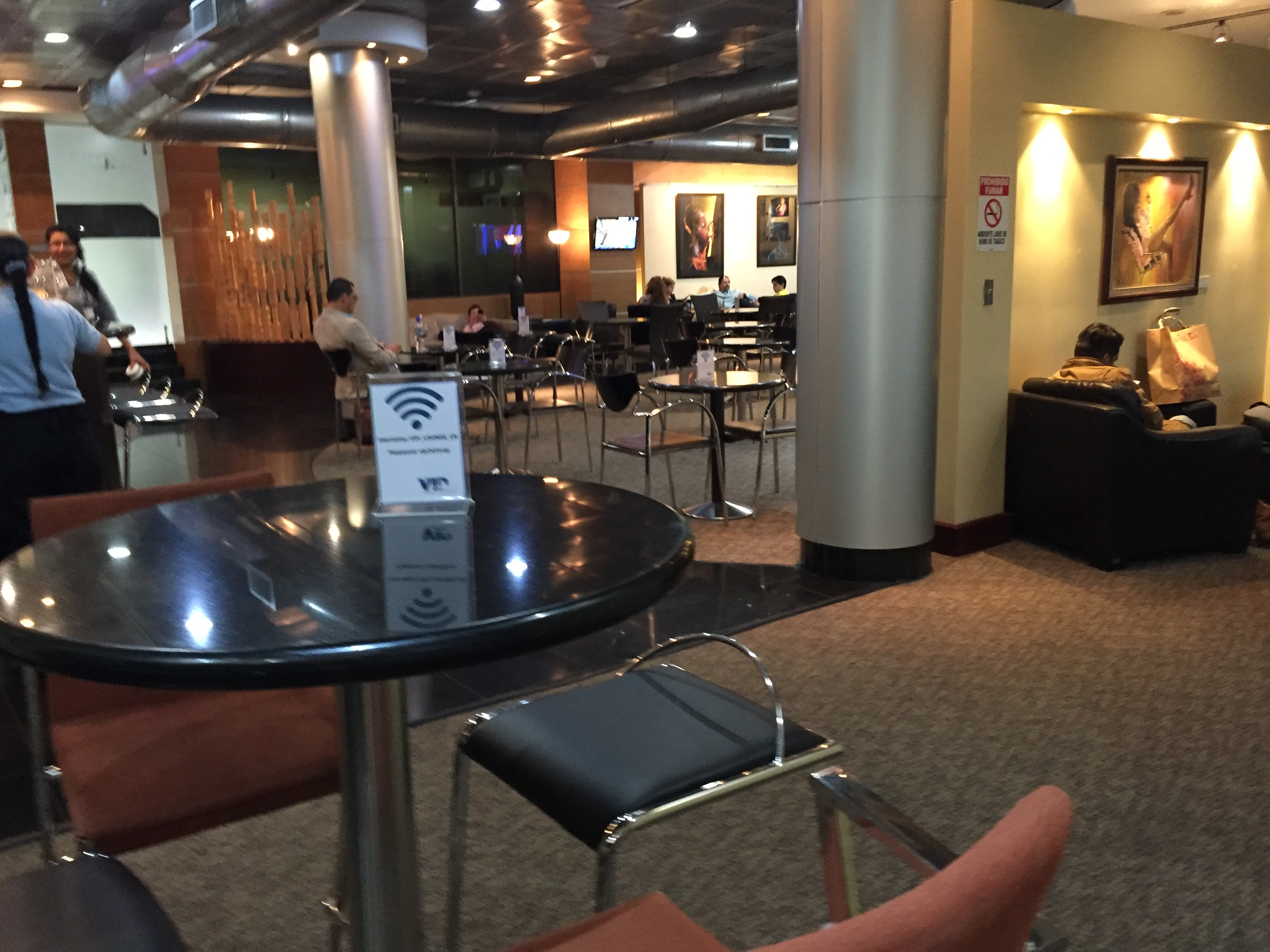
VIP Lounge Costa Rica.

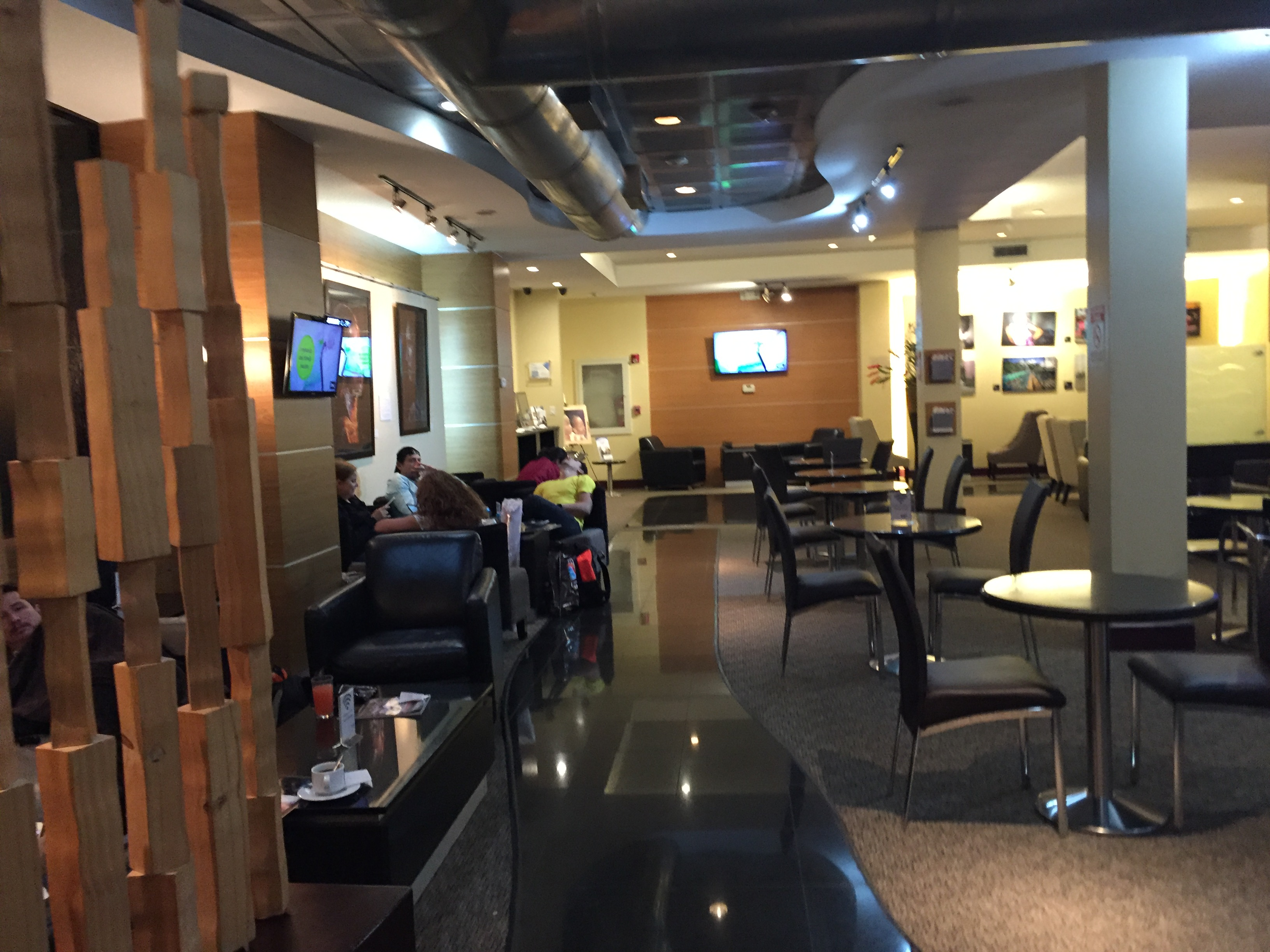
VIP Lounge Costa Rica.

| Aerolíneas             | Destinos                                          |
| ---------------------- | ------------------------------------------------- |
| ABX Air                | Ciudad de Panamá–Tocumen                          |
| AerCaribe Cargo        | Ciudad de Panamá–Tocumen                          |
| AeroUnion              | Ciudad de México–AIFA, Ciudad de Guatemala, Miami |
| Amerijet International | Miami                                             |
| Avianca Cargo          | Miami                                             |
| Cargojet Airways       | Miami                                             |
| DHL Aero Expreso       | Ciudad de Panamá–Tocumen, Miami                   |
| DHL de Guatemala       | Ciudad de Guatemala                               |
| FedEx Express          | Aguadilla, Memphis                                |
| La Costeña             | Managua                                           |
| LATAM Cargo Colombia   | Ciudad de Guatemala, Miami                        |
| Mas Air                | Ciudad de México–AIFA, Quito                      |
| UPS Airlines           | Miami                                             |

### Destinos nacionales
Se brinda servicio a 11 ciudades dentro del país a cargo de 2 aerolíneas.
| Bahía Drake (DRK)    | •  |   | 1  |
| Golfito (GLF)        | •  |   | 1  |
| La Fortuna (FON)     | •  |   | 1  |
| Liberia (LIR)        | •  |   | 1  |
| Limón (LIO)          | •  |   | 1  |
| Nosara (NOB)         | •  |   | 1  |
| Puerto Jiménez (PJM) | •  |   | 1  |
| Quepos (XQP)         | •  | • | 2  |
| Tamarindo (TNO)      | •  |   | 1  |
| Tambor (TMU)         | •  | • | 2  |
| Tortuguero (TTQ)     | •  |   | 1  |
| Total                | 11 | 2 | 11 |

### Destinos internacionales
Se brinda servicio a 47 ciudades extranjeras (5 estacionales), a cargo de 31 aerolíneas.
| Ciudades por países                                            | Nombre del aeropuerto                                       | Aerolíneas |              |              |              |
| Norteamérica                                                   | Norteamérica                                                | Norteamérica | Norteamérica | Norteamérica | Norteamérica |
| -------------------------------------------------------------- | ----------------------------------------------------------- | --- | ------------ | ------------ | ------------ |
| Canadá (2 destinos , 2 aerolíneas)                             |                                                             | |              |              |              |
| Montreal                                                       | Aeropuerto Internacional Pierre Elliott Trudeau             | Air Canada / Air Transat (Estacional)                                                                                              |              |              |              |
| Toronto                                                        | Aeropuerto Internacional Toronto Pearson                    | Air Canada / Air Transat (Estacional)                                                                                              |              |              |              |
| Estados Unidos (17 destinos [2 estacionales], 12 aerolíneas)   |                                                             | |              |              |              |
| Atlanta                                                        | Aeropuerto Internacional Hartsfield-Jackson                 | Delta Air Lines / Frontier Airlines (Estacional)                                                                                   |              |              |              |
| Baltimore                                                      | Aeropuerto Internacional de Baltimore-Washington            | Southwest Airlines |              |              |              |
| Charlotte                                                      | Aeropuerto Internacional de Charlotte-Douglas               | American Airlines |              |              |              |
| Chicago                                                        | Aeropuerto Internacional O'Hare                             | American Airlines (Estacional) (inicia el 2 de noviembre de 2025) / Avianca Costa Rica (Estacional) / United Airlines (Estacional) |              |              |              |
| Dallas-Fort Worth                                              | Aeropuerto Internacional de Dallas-Fort Worth               | American Airlines |              |              |              |
| Denver                                                         | Aeropuerto Internacional de Denver                          | United Airlines (Estacional) / Southwest Airlines (Estacional)                                                                     |              |              |              |
| Fort Lauderdale                                                | Aeropuerto Internacional de Fort Lauderdale-Hollywood       | JetBlue Airways / Spirit Airlines                                                                                                  |              |              |              |
| Houston                                                        | Aeropuerto Intercontinental George Bush                     | United Airlines |              |              |              |
| Houston                                                        | Aeropuerto William P. Hobby                                 | Southwest Airlines |              |              |              |
| Los Ángeles                                                    | Aeropuerto Internacional de Los Ángeles                     | Alaska Airlines / Delta Air Lines / United Airlines (Estacional)                                                                   |              |              |              |
| Miami                                                          | Aeropuerto Internacional de Miami                           | American Airlines / Avianca Costa Rica / Volaris Costa Rica / Volaris El Salvador                                                  |              |              |              |
| Nashville                                                      | Aeropuerto Internacional de Nashville                       | Southwest Airlines (inicia el 7 de marzo de 2026)                                                                                  |              |              |              |
| Newark                                                         | Aeropuerto Internacional Libertad de Newark                 | United Airlines |              |              |              |
| Nueva York                                                     | Aeropuerto Internacional John F. Kennedy                    | Avianca Costa Rica / JetBlue Airways                                                                                               |              |              |              |
| Orlando                                                        | Aeropuerto Internacional de Orlando                         | JetBlue Airways / Southwest Airlines / Spirit Airlines / Volaris Costa Rica                                                        |              |              |              |
| San Francisco                                                  | Aeropuerto Internacional de San Francisco                   | United Airlines |              |              |              |
| Washington D. C.                                               | Aeropuerto Internacional de Washington-Dulles               | Avianca Costa Rica / United Airlines (Estacional) / Volaris Costa Rica                                                             |              |              |              |
| México (5 destinos, 4 aerolíneas)                              |                                                             | |              |              |              |
| Cancún                                                         | Aeropuerto Internacional de Cancún                          | Avianca Costa Rica / Volaris / Volaris Costa Rica                                                                                  |              |              |              |
| Ciudad de México                                               | Aeropuerto Internacional de la Ciudad de México             | Aeroméxico / Avianca Costa Rica / Volaris Costa Rica                                                                               |              |              |              |
| Guadalajara                                                    | Aeropuerto Internacional de Guadalajara                     | Volaris Costa Rica |              |              |              |
| Monterrey                                                      | Aeropuerto Internacional de Monterrey                       | Viva (inicia el 30 de octubre de 2025)                                                                                             |              |              |              |
| Tulum                                                          | Aeropuerto Internacional de Tulum                           | Volaris Costa Rica (finaliza el 29 de septiembre de 2025)                                                                          |              |              |              |
| Centroamérica y El Caribe                                      |                                                             | |              |              |              |
| El Salvador (1 destino, 4 aerolíneas)                          |                                                             | |              |              |              |
| San Salvador                                                   | Aeropuerto Internacional de El Salvador                     | Avianca Costa Rica / Avianca El Salvador / Volaris Costa Rica / Volaris El Salvador                                                |              |              |              |
| Guatemala (1 destino, 4 aerolíneas)                            |                                                             | |              |              |              |
| Ciudad de Guatemala                                            | Aeropuerto Internacional La Aurora                          | Avianca Costa Rica / Copa Airlines / Volaris Costa Rica                                                                            |              |              |              |
| Honduras (1 destino [estacional], 1 aerolínea)                 |                                                             | |              |              |              |
| San Pedro Sula                                                 | Aeropuerto Internacional Ramón Villeda Morales              | Avianca Costa Rica (Estacional) |              |              |              |
| Nicaragua (1 destino, 2 aerolíneas)                            |                                                             | |              |              |              |
| Managua                                                        | Aeropuerto Internacional Augusto C. Sandino                 | Copa Airlines / SANSA |              |              |              |
| Panamá (3 destinos, 3 aerolíneas)                              |                                                             | |              |              |              |
| Bocas del Toro                                                 | Aeropuerto Internacional José Ezequiel Hall                 | SANSA |              |              |              |
| Ciudad de Panamá                                               | Aeropuerto Internacional de Tocumen                         | Avianca Costa Rica / Copa Airlines                                                                                                 |              |              |              |
| Ciudad de Panamá                                               | Aeropuerto Internacional Panamá Pacífico                    | Wingo |              |              |              |
| Puerto Rico (1 destino, 1 aerolínea)                           |                                                             | |              |              |              |
| San Juan                                                       | Aeropuerto Internacional Luis Muñoz Marín                   | Avianca Costa Rica |              |              |              |
| República Dominicana (1 destino, 1 aerolínea)                  |                                                             | |              |              |              |
| Santo Domingo                                                  | Aeropuerto Internacional Las Américas                       | Arajet |              |              |              |
| Sudamérica                                                     |                                                             | |              |              |              |
| Argentina (1 destino, 1 aerolínea)                             |                                                             | |              |              |              |
| Buenos Aires                                                   | Aeropuerto Internacional Ministro Pistarini (vía UIO o GYE) | Avianca Costa Rica |              |              |              |
| Brasil (1 destino, 1 aerolínea)                                |                                                             | |              |              |              |
| São Paulo                                                      | Aeropuerto Internacional de São Paulo-Guarulhos             | Gol Linhas Aéreas |              |              |              |
| Colombia (3 destinos, 3 aerolíneas)                            |                                                             | |              |              |              |
| Bogotá                                                         | Aeropuerto Internacional El Dorado                          | Avianca / Avianca Costa Rica / Wingo                                                                                               |              |              |              |
| Cartagena                                                      | Aeropuerto Internacional Rafael Núñez                       | Avianca |              |              |              |
| Medellín                                                       | Aeropuerto Internacional José María Córdova                 | Avianca Costa Rica / Wingo |              |              |              |
| Ecuador (2 destinos, 1 aerolínea)                              |                                                             | |              |              |              |
| Guayaquil                                                      | Aeropuerto Internacional José Joaquín de Olmedo             | Avianca Costa Rica |              |              |              |
| Quito                                                          | Aeropuerto Internacional Mariscal Sucre                     | Avianca Costa Rica |              |              |              |
| Perú (1 destino, 1 aerolínea)                                  |                                                             | |              |              |              |
| Lima                                                           | Aeropuerto Internacional Jorge Chávez                       | LATAM Perú |              |              |              |
| Europa                                                         |                                                             | |              |              |              |
| Alemania (1 destino, 1 aerolínea)                              |                                                             | |              |              |              |
| Fráncfort                                                      | Aeropuerto de Fráncfort del Meno                            | Lufthansa |              |              |              |
| Países Bajos (1 destino [estacional], 1 aerolínea)             |                                                             | |              |              |              |
| Ámsterdam                                                      | Aeropuerto de Ámsterdam-Schiphol                            | KLM (Estacional) |              |              |              |
| España (1 destino, 2 aerolíneas)                               |                                                             | |              |              |              |
| Madrid                                                         | Aeropuerto Adolfo Suárez Madrid-Barajas                     | Iberia / Iberojet |              |              |              |
| Francia (1 destino, 1 aerolínea)                               |                                                             | |              |              |              |
| París                                                          | Aeropuerto de París-Charles de Gaulle                       | Air France |              |              |              |
| Suiza (1 destino, 1 aerolínea)                                 |                                                             | |              |              |              |
| Zúrich                                                         | Aeropuerto Internacional de Zúrich                          | Edelweiss Air |              |              |              |
| Reino Unido (1 destino [estacional], 1 aerolínea)              |                                                             | |              |              |              |
| Londres                                                        | Aeropuerto de Londres-Gatwick                               | British Airways (Estacional) |              |              |              |
| Total: 47 destinos (5 estacionales), 21 países, 31 aerolíneas. |                                                             | |              |              |              |

### Planes de rutas futuras
En julio de 2024, el ministro de Turismo de Costa Rica, William Rodríguez, confirmó a El Financiero que el Instituto Costarricense de Turismo (ICT) se encuentra en negociaciones para establecer rutas aéreas directas desde Escandinavia, Italia y Portugal. Dentro de las prioridades del ICT durante 2025, según detalló la entidad a la prensa, se encuentra atraer vuelos desde Argentina, Dinamarca e Italia, por lo que es previsible que estas sean las primeras rutas en ser confirmadas.  

### Vuelos Chárter
- Avianca Costa Rica (Orlando)

#### Vuelos Chárter Internos
- Aviones Taxi Aéreo S.A.

## Estadísticas

### Tráfico anual
El Aeropuerto Internacional Juan Santamaría es el aeropuerto más grande y concurrido de Costa Rica, habiendo experimentado un aumento constante en el tráfico desde su inauguración en 1958, impulsado por el creciente flujo de turistas. El aeropuerto llegó a más de un millón de pasajeros por año por primera vez en 1991 y tuvo un número récord de pasajeros en 2018. Los movimientos de tráfico alcanzaron su mayor número en 2017, cuando el aeropuerto tuvo 90,044 movimientos de aeronaves, mientras que el transporte (en toneladas) alcanzó su punto máximo en 2011, con 98,609 toneladas.
|                                                           | Número de pasajeros | Cambio porcentual | Número de movimientos | Carga (toneladas) |
| --------------------------------------------------------- | ------------------- | ----------------- | --------------------- | ----------------- |
| 1960                                                      | 209,624             | –                 | –                     | –                 |
| 1965                                                      | 216,162             | 09.6%             | 14,827                | 9,839             |
| 1970                                                      | 381,278             | 016.3%            | 28,673                | 19,808            |
| 1975                                                      | 759,098             | 018.1%            | 33,417                | 21,727            |
| 1980                                                      | 658,154             | 02.5%             | 33,013                | 21,712            |
| 1985                                                      | 617,474             | 00.3%             | 24,990                | 27,282            |
| 1990                                                      | 987,870             | 010.8%            | 35,569                | 72,419            |
| 1995                                                      | 1,839,175           | 03.8%             | 52,402                | 88,249            |
| 2000                                                      | 2,160,869           | 04.3%             | 72,428                | 77,137            |
| 2005                                                      | 3,243,440           | 012.2%            | 72,131                | 64,338            |
| 2010                                                      | 4,257,606           | 05.0%             | 87,384                | 85,164            |
| 2011                                                      | 3,857,588           | 09.4%             | 72,674                | 98,609            |
| 2012                                                      | 3,872,467           | 00.4%             | 67,002                | 94,775            |
| 2013                                                      | 3,797,616           | 01.9%             | 62,598                | 85,022            |
| 2014                                                      | 3,917,573           | 03.2%             | 73,307                | 86,741            |
| 2015                                                      | 4,494,875           | 014.7%            | 82,835                | 75,329            |
| 2016                                                      | 4,595,355           | 02.2%             | 85,731                | 73,633            |
| 2017                                                      | 5,092,060           | 010.8%            | 90,044                | 82,712            |
| 2018                                                      | 5,230,382           | 02.7%             | 78,897                | 91,152            |
| 2019                                                      | 5,541,577           | 05.9%             | 84,790                | 92,072            |
| 2020                                                      | 1,716,792           | 069.0%            | 35,808                | 76,280            |
| 2021                                                      | 2,963,551           | 072.6%            | 62,014                | 92,420            |
| 2022                                                      | 4,936,391           | 066.6%            | 87,004                | 100,909           |
| 2023                                                      | 6,222,889           | 026.1%            | 95,896                | 102,478           |
| 2024                                                      | 6,500,549           | 04.5%             | 91,524                | 100,770           |
| Fuente: Dirección General de Aviación Civil de Costa Rica |                     |                   |                       |                   |

## Accidentes e Incidentes
- El 22 de agosto de 1977 luego de despegar el aeropuerto Juan Santamaría un Convair 880 (N-8817-E) de MONARCH AVIATION cargado de carne con destino a Venezuela se estrelló 2 mn al sureste de la cabecera de la pista 25, la aeronave fue destruida por el fuego posterior al impacto, los dos pilotos y el ingeniero de vuelo fallecieron.

- El 3 de septiembre de 1980 un Boeing 727-200 (N-327-PA) de PAN AMERICAN WORLD AIRWAYS se sale de la pista luego de aterrizar, ninguno de los 73 ocupantes resulta herido.

- El 23 de mayo de 1988, un Boeing 727-100 (TI-LRC) de LACSA operando el vuelo 628 con la ruta San José-Managua-Miami se salió de la pista de aterrizaje durante su carrera de despegue desde la pista 07, colisionando con la cerca y terminando en un terreno circundante a la cabecera de la pista 25, cercano a la Autopista General Cañas. La causa fue un error de peso y balance, ya que el vuelo iba a ser operado por un 727-200 y a última hora se cambió el equipo y no se hicieron los ajustes necesarios. Durante la carrera de despegue el piloto se dio cuenta de que el avión se encontraba demasiado pesado y no alzaría vuelo, abortando así el despegue. Afortunadamente no hubo fatalidades entre los 23 ocupantes. El capitán del vuelo era Armando D'Ambrosio, el copiloto Armando Rojas y el ingeniero de vuelo Héctor Araya.

- El 29 de octubre de 1989 un Boeing 757-200 (N-523-A) de EASTERN interrumpió el despegue luego de que estallara una de las llantas del tren de aterrizaje provocando que el tren de aterrizaje de nariz colapsara, ninguna de las 134 personas resultó herida.

- El 17 de noviembre de 1991 un Boeing 737-200 (EI-CBL) de SAHSA se salió de la pista luego de aterrizar durante un fuerte aguacero, de los 42 pasajeros resultaron 28 heridos leves y 14 ilesos.

- El 3 de octubre de 1997 un Sud Aviation Caravelle (HK-3805-X) de AEROSUCRE de Colombia tuvo problemas hidráulicos teniendo que aterrizar sin el tren de aterrizaje, ninguno de los 5 ocupantes resultó lesionado.

- El 3 de septiembre de 2007 un Sabreliner 70 (N-726JR) de JET LEASE CORP. Interrumpió el despegue por el estallido de una de las llantas saliéndose de la pista y quebrándose el tren de aterrizaje, aunque la aeronave fue pérdida total los seis ocupantes resultaron ilesos.

- El 9 de mayo de 2017 un Cessna Caravan de SANSA (TI-BHM) se salió de la pista después de aterrizar debido a que la llanta derecha se le estalló, ninguno de los 15 ocupantes resultó herido.

- El 31 de diciembre de 2017 un Cessna Grand Caravan de Nature Air (TI-BEI), con destino al aeropuerto Juan Santamaría, impactó cerca del aeropuerto de Punta Islita, Guanacaste. La aeronave se destruyó por el fuego posterior al impacto. La aeronave no alcanzó altura suficiente; los 10 pasajeros y los dos pilotos fallecieron.

- El 1 de febrero de 2019 un Boeing 737 de United Airlines realizó un aterrizaje de emergencia después del despegue debido a que el motor izquierdo comenzó a presentar fallas y a incendiarse, ninguno de los 122 ocupantes resultó herido.

- El 7 de abril de 2022 el vuelo 7216 de DHL Aero Expresso operado por un Boeing 757-27A(BCF) partió rumbo al Aeropuerto Internacional La Aurora en Guatemala sin embargo el avión presentó problemas hidráulicos y tuvo que regresar al aeropuerto de emergencia, al momento de aterrizar el avión derrapó sobre la pista y se salió de ésta partiéndose en 2 tras el impacto. El vuelo contaba con dos tripulantes, sobrevivieron sin heridas.[23]

## Aeropuertos cercanos
Los aeropuertos más cercanos son:
- Aeropuerto Internacional Tobías Bolaños (9 km)
- Aeropuerto de Guápiles (49 km)
- Aeropuerto de La Fortuna (54 km)
- Aeropuerto La Managua (61 km)
- Aeropuerto de Tambor (94 km)
- Aeródromo de Barra de Tortuguero (98 km)